# Урук
Урук (на шумерски Unug, библ. Erech) е един от най-старите градове изобщо и един от важните центрове на древната Шумерска държава. Бил е разположен до Ефрат, между градовете Вавилон и Ур. Съвременното обозначение на Ирак, според някои изследователи, има етимологични корени именно в Урук.
Урук става един от първите центрове на занаяти, търговия и писменост – сведения за това се намират в най-ранните записи на клинописно писмо в района.
Според шумерските царски списъци, градът е основан от Енмеркар, известен и от епоса „Енмеркар и господарят на Ата“. В епоса се разказва, че той е построил големия храм на      Бог Ану и „Е-анна“, богинята на любовта и войната Инана (в по-късни периоди наричана Ищар).
Урук е столицата на известния от месопотамския епос цар Гилгамеш, при предполагаемото царуване на когото, ок. 2652 до 2602 г. пр. Хр., градът е допълнително укрепен.